# テオポンポス (スパルタ王)
テオポンポス（希: Θεόπομπος、英: Theopompus、在位：紀元前720年-紀元前675年）は、エウリュポン朝のスパルタ王である。
テオポンポスは先王ニカンドロスの子である。彼の治世においてスパルタは第一次メッセニア戦争でメッセニアと戦った。一回目の会戦でも二回目の会戦でも両軍は引き分けた。後者では右翼を率いていたテオポンポスはメッセニアの王エウパエスによって敗走させられたものの、左翼のポリュドロスが優勢に戦ったため、敗北を回避できた。また、スパルタはテオポンポスの治世においてテュレア地方をめぐり、アルゴスとも争った。
パウサニアスによれば、テオポンポスの子アルキダモスが父より先に死んだため、テオポンポスの後は彼の孫ゼウクシデモスかひ孫のアナクシダモスが継いだ。
プルタルコスによれば、テオポンポスの治世にスパルタには監督官の制度が導入され、テオポンポスはレトラに民会への長老会と王の拒否権を加えた。

## 註
1. ↑  ヘロドトス, VIII, 131
2. ↑  パウサニアス, III, 3, 2
3. ↑  ibid, IV, 7, 5-12
4. ↑  ibid, III, 7, 5
5. ↑  ibid, III, 7, 6; VI, 15, 3
6. ↑  プルタルコス, 「リュクルゴス」, 6-7